# Pontinus rhodochrous
Pontinus rhodochrous är en fiskart som först beskrevs av Günther 1872.  Pontinus rhodochrous ingår i släktet Pontinus och familjen Scorpaenidae. Inga underarter finns listade i Catalogue of Life.